# The Anarchical Society
The Anarchical Society: A Study of Order in World Politics és un llibre de 1977 de Hedley Bull i un text fundacional de la teoria de les relacions internacionals de l'escola anglesa. El títol fa referència a l'assumpció de l'anarquia en el sistema internacional (aposta principalment pels realistes) i defensa l'existència d'una societat internacional.
Malgrat el seu títol, el llibre avança molt més enllà del concepte d'anarquia. El camp de les relacions internacionals està dominat pel paradigma declinista de la inevitable caiguda imperial i l'equilibri de poder o anarquia. Aquesta és una perspectiva eurocèntrica basada en el cas de Roma. La Societat Anàrquica és una de les poques, i una de les primeres, treballs per trencar els llaços de l'eurocentrisme: "a la història humana... la forma del sistema d'estats ha estat l'excepció més que la regla".
El llibre també exposa la teoria del nou medievalisme de Bull. El llibre no s'ha traduït al català, només al castellà.